# Puchar Azji w Piłce Nożnej 2004
Puchar Azji 2004 (ang. 2004 AFC Asian Cup, chiń. 2004年亞足聯亞洲盃) – trzynasta edycja mistrzostw Azji w piłce nożnej mężczyzn, rozegrana w Chinach.
Turniej rozegrano w dniach 17 lipca 2004–7 sierpnia 2004 w Chinach. Organizatorem mistrzostw była AFC. Tytuł wywalczyła reprezentacja Japonii, będąca obrońcą tytułu, która pokonała w finale 3:1 zespół gospodarzy. Brązowy medal zdobył Iran, który pokonał w meczu o 3. miejsce  Bahrajn.

## Stadiony
| Chongqing                       | Jinan                      | Chengdu            |
| ------------------------------- | -------------------------- | ------------------ |
| Chongqing Olympic Sports Centre | Shandong Stadium           | Longquanyi Stadium |
| Pojemność: 58 680               | Pojemność: 43 700          | Pojemność: 27 333  |
|                                 |                            |                    |
| PekinChongqingJinanChengdu      | PekinChongqingJinanChengdu | Pekin              |
| PekinChongqingJinanChengdu      | PekinChongqingJinanChengdu | Stadion Robotniczy |
| PekinChongqingJinanChengdu      | PekinChongqingJinanChengdu | Pojemność: 66 161  |
| PekinChongqingJinanChengdu      | PekinChongqingJinanChengdu |                    |

## Faza grupowa
Faza grupowa składała się z czterech grup. W każdej ulokowano po cztery zespoły, które grają ze sobą systemem kołowym bez rewanżów. Dwie najlepsze reprezentacje awansują do ćwierćfinałów, natomiast drużyny z miejsc 3. i 4. odpadają z turnieju.

### Grupa A
| Lp. | Drużyna   | M | Mecze | Mecze | Mecze | Bramki | Bramki | Bramki | Pkt |
| Lp. | Drużyna   | M | W     | R     | P     | +      | −      | +/−    | Pkt |
| --- | --------- | - | ----- | ----- | ----- | ------ | ------ | ------ | --- |
| 1.  | Chiny     | 3 | 2     | 1     | 0     | 8      | 2      | +6     | 7   |
| 2.  | Bahrajn   | 3 | 1     | 2     | 0     | 6      | 4      | +2     | 5   |
| 3.  | Indonezja | 3 | 1     | 0     | 2     | 3      | 9      | −6     | 3   |
| 4.  | Katar     | 3 | 0     | 1     | 2     | 2      | 4      | −2     | 1   |

Źródło: RSSSF
| 17 lipca 2004 20:00 UTC+08:00 | Chiny · Zheng Zhi 58' (k) · Li Jinyu 66' | 2:2(0:1) | Bahrajn · 41' Hubajl · 89' Abd Allah | Stadion Robotniczy, Pekin Widzów: 40 000 Sędzia: Subkhiddin Mohd Salleh |
|                               |                                          |          |                                      |                                                                         |

| 18 lipca 2004 17:00 UTC+08:00 | Katar · Mohamed 83' | 1:2(0:1) | Indonezja · 26' Sudarsono · 48' Astaman | Stadion Robotniczy, Pekin Widzów: 5 000 Sędzia: Masoud Moradi |
|                               |                     |          |                                         |                                                               |

| 21 lipca 2004 18:30 UTC+08:00 | Bahrajn · Hubajl 90+1' | 1:1(0:0) | Katar · 59' (k) Rizik | Stadion Robotniczy, Pekin Widzów: 48 000 Sędzia: Tōru Kamikawa |
|                               |                        |          |                       |                                                                |

| 21 lipca 2004 21:00 UTC+08:00 | Indonezja | 0:5(0:2) | Chiny · 25', 66' Shao Jiayi · 40' Hao Haidong · 51' Li Ming · 80' Li Yi | Stadion Robotniczy, Pekin Widzów: 48 000 Sędzia: Talaat Najm |
|                               |           |          |                                                                         |                                                              |

| 25 lipca 2004 19:00 UTC+08:00 | Bahrajn · Abd Allah 43' · Hubajl 57' · Jusuf 82' | 3:1(1:0) | Indonezja · 75' Aiboy | Shandong Stadium, Jinan Widzów: 20 000 Sędzia: Coffi Codjia |
|                               |                                                  |          |                       |                                                             |

| 25 lipca 2004 19:00 UTC+08:00 | Chiny · Xu Yunlong 77' | 1:0(0:0) | Katar | Stadion Robotniczy, Pekin Widzów: 60 000 Sędzia: Masoud Moradi |
|                               |                        |          |       |                                                                |

### Grupa B
| Lp. | Drużyna                      | M | Mecze | Mecze | Mecze | Bramki | Bramki | Bramki | Pkt |
| Lp. | Drużyna                      | M | W     | R     | P     | +      | −      | +/−    | Pkt |
| --- | ---------------------------- | - | ----- | ----- | ----- | ------ | ------ | ------ | --- |
| 1.  | Korea Południowa             | 3 | 2     | 1     | 0     | 6      | 0      | +6     | 7   |
| 2.  | Jordania                     | 3 | 1     | 2     | 0     | 2      | 0      | +2     | 5   |
| 3.  | Kuwejt                       | 3 | 1     | 0     | 2     | 3      | 7      | −4     | 3   |
| 4.  | Zjednoczone Emiraty Arabskie | 3 | 0     | 1     | 2     | 1      | 5      | −4     | 1   |

Źródło: RSSSF
| 19 lipca 2004 18:30 UTC+08:00 | Korea Południowa | 0:0 | Jordania | Shandong Stadium, Jinan Widzów: 26 000 Sędzia: Shamsul Maidin |
|                               |                  |     |          |                                                               |

| 19 lipca 2004 21:00 UTC+08:00 | Kuwejt · Abd Allah 24' · al-Mutawa 39' (k) · Sajed 45' (sam.) | 3:1(3:0) | Zjednoczone Emiraty Arabskie · 47' Srour | Shandong Stadium, Jinan Widzów: 31 250 Sędzia: Naser Al-Hamdan |
|                               |                                                               |          |                                          |                                                                |

| 23 lipca 2004 18:30 UTC+08:00 | Jordania · Sa’ad 90+1' · al-Zabun 90+3' | 2:0(0:0) | Kuwejt | Shandong Stadium, Jinan Widzów: 28 000 Sędzia: Lu Jun |
|                               |                                         |          |        |                                                       |

| 23 lipca 2004 21:00 UTC+08:00 | Zjednoczone Emiraty Arabskie | 0:2(0:1) | Korea Południowa · 41' Lee Dong-gook · 90+1' Ahn Jung-hwan | Shandong Stadium, Jinan Widzów: 28 000 Sędzia: Ravshan Ermatov |
|                               |                              |          |                                                            |                                                                |

| 27 lipca 2004 19:00 UTC+08:00 | Jordania | 0:0 | Zjednoczone Emiraty Arabskie | Stadion Robotniczy, Pekin Widzów: 25 000 Sędzia: Talaat Najm |
|                               |          |     |                              |                                                              |

| 27 lipca 2004 19:00 UTC+08:00 | Korea Południowa · Lee Dong-gook 25', 41' · Cha Du-ri 45+1' · Ahn Jung-hwan 75' | 4:0(3:0) | Kuwejt | Shandong Stadium, Jinan Widzów: 15 000 Sędzia: Shamsul Maidin |
|                               |                                                                                 |          |        |                                                               |

### Grupa C
| Lp. | Drużyna          | M | Mecze | Mecze | Mecze | Bramki | Bramki | Bramki | Pkt |
| Lp. | Drużyna          | M | W     | R     | P     | +      | −      | +/−    | Pkt |
| --- | ---------------- | - | ----- | ----- | ----- | ------ | ------ | ------ | --- |
| 1.  | Uzbekistan       | 3 | 3     | 0     | 0     | 3      | 0      | +3     | 9   |
| 2.  | Irak             | 3 | 2     | 0     | 1     | 5      | 4      | +1     | 6   |
| 3.  | Turkmenistan     | 3 | 0     | 1     | 2     | 4      | 6      | −2     | 1   |
| 4.  | Arabia Saudyjska | 3 | 0     | 1     | 2     | 3      | 5      | −2     | 1   |

Źródło: RSSSF
| 18 lipca 2004 18:45 UTC+08:00 | Arabia Saudyjska · Al-Kahtani 9' (k), 59' | 2:2(1:1) | Turkmenistan · 6' Baýramow · 90+3' Kuliýew | Longquanyi Stadium, Chengdu Widzów: 12 400 Sędzia: Chaiwat Kunsata |
|                               |                                           |          |                                            |                                                                    |

| 18 lipca 2004 21:15 UTC+08:00 | Irak | 0:1(0:1) | Uzbekistan · 21' Qosimov | Shandong Stadium, Jinan Widzów: 12 400 Sędzia: Kwon Jong-chul |
|                               |      |          |                          |                                                               |

| 22 lipca 2004 18:30 UTC+08:00 | Turkmenistan · Baýramow 14' · Kuliýew 85' | 2:3(1:1) | Irak · 12' Mohammed · 80' Farhan · 88' Munir | Shandong Stadium, Jinan Widzów: 22 000 Sędzia: Saad Kamil Al-Fadhli |
|                               |                                           |          |                                              |                                                                     |

| 22 lipca 2004 21:00 UTC+08:00 | Uzbekistan · Geynrix 13' | 1:0(1:0) | Arabia Saudyjska | Shandong Stadium, Jinan Widzów: 22 000 Sędzia: Coffi Codjia |
|                               |                          |          |                  |                                                             |

| 26 lipca 2004 19:00 UTC+08:00 | Arabia Saudyjska · Al-Muntaszari 57' | 1:2(0:0) | Irak · 51' Akram · 86' Mahmoud | Shandong Stadium, Jinan Widzów: 15 000 Sędzia: Kwon Jong-chul |
|                               |                                      |          |                                |                                                               |

| 26 lipca 2004 19:00 UTC+08:00 | Turkmenistan | 0:1(0:0) | Uzbekistan · 58' Qosimov | Chongqing Olympic Sports Centre, Chongqing Widzów: 34 000 Sędzia: Mohammed Kousa |
|                               |              |          |                          |                                                                                  |

### Grupa D
| Lp. | Drużyna   | M | Mecze | Mecze | Mecze | Bramki | Bramki | Bramki | Pkt |
| Lp. | Drużyna   | M | W     | R     | P     | +      | −      | +/−    | Pkt |
| --- | --------- | - | ----- | ----- | ----- | ------ | ------ | ------ | --- |
| 1.  | Japonia   | 3 | 2     | 1     | 0     | 5      | 1      | +4     | 7   |
| 2.  | Iran      | 3 | 1     | 2     | 0     | 5      | 2      | +3     | 5   |
| 3.  | Oman      | 3 | 1     | 1     | 1     | 4      | 3      | +1     | 4   |
| 4.  | Tajlandia | 3 | 0     | 0     | 3     | 1      | 9      | −8     | 0   |

Źródło: RSSSF
| 20 lipca 2004 18:00 UTC+08:00 | Japonia · Nakamura 33' | 1:0(1:0) | Oman | Chongqing Olympic Sports Centre, Chongqing Widzów: 35 000 Sędzia: Mark Shield |
|                               |                        |          |      |                                                                               |

| 20 lipca 2004 20:30 UTC+08:00 | Iran · Enajati 71' · Nekunam 80' · Daei 86' (k) | 3:0(0:0) | Tajlandia | Chongqing Olympic Sports Centre, Chongqing Widzów: 37 000 Sędzia: Mohammed Kousa |
|                               |                                                 |          |           |                                                                                  |

| 24 lipca 2004 18:00 UTC+08:00 | Oman · Al-Hosni 31', 40' | 2:2(2:0) | Iran · 61' Karimi · 90+4' Nosrati | Chongqing Olympic Sports Centre, Chongqing Widzów: 35 000 Sędzia: Abdul Rahman Al-Delawar |
|                               |                          |          |                                   |                                                                                           |

| 24 lipca 2004 20:30 UTC+08:00 | Tajlandia · Suksomkit 12' | 1:4(1:1) | Japonia · 21' Nakamura · 57', 88' Nakazawa · 68' Fukunishi | Chongqing Olympic Sports Centre, Chongqing Widzów: 45 000 Sędzia: Fareed Al-Marzouqi |
|                               |                           |          |                                                            |                                                                                      |

| 28 lipca 2004 18:15 UTC+08:00 | Oman · Vivatchaichok 15' (sam.) · Al-Hosni 49' | 2:0(1:0) | Tajlandia | Longquanyi Stadium, Chengdu Widzów: 13 000 Sędzia: Lu Jun |
|                               |                                                |          |           |                                                           |

| 28 lipca 2004 18:15 UTC+08:00 | Japonia | 0:0 | Iran | Chongqing Olympic Sports Centre, Chongqing Widzów: 52 000 Sędzia: Mark Shield |
|                               |         |     |      |                                                                               |

## Ćwierćfinały
| 30 lipca 2004 18:00 UTC+08:00 | Uzbekistan · Geynrix 60' · Shishelov 86' | 2:2 (k. 3:4)(0:0, 2:2) | Bahrajn · 71', 76' Hubajl | Longquanyi Stadium, Chengdu Widzów: 18 000 Sędzia: Kwon Jong-chul |
|                               |                                          |                        |                           |                                                                   |

| 30 lipca 2004 21:00 UTC+08:00 | Chiny · Hao Haidong 8' · Zheng Zhi 81' (k), 90+2' (k) | 3:0(1:0) | Irak | Stadion Robotniczy, Pekin Widzów: 60 000 Sędzia: Shamsul Maidin |
|                               |                                                       |          |      |                                                                 |

| 31 lipca 2004 18:00 UTC+08:00 | Japonia · Suzuki 14' | 1:1 (k. 4:3)(1:1) | Jordania · 11' Szalbaja | Chongqing Olympic Sports Centre, Chongqing Widzów: 52 000 Sędzia: Subkhiddin Mohd Salleh |
|                               |                      |                   |                         |                                                                                          |

| 31 lipca 2004 21:00 UTC+08:00 | Korea Południowa · Seol Ki-hyeon 16' · Lee Dong-gook 25' · Kim Nam-il 68' | 3:4(2:2) | Iran · 10', 20', 77' Karimi · 51' (s) Park Jin-sub | Shandong Stadium, Jinan Widzów: 20 000 Sędzia: Saad Kamil Al-Fadhli |
|                               |                                                                           |          |                                                    |                                                                     |

## Półfinały
| 3 sierpnia 2004 18:00 UTC+08:00 | Bahrajn · Hubajl 7', 71' · Nasir 85' | 3:4 (d.)(1:0, 3:3, 3:4) | Japonia · 48' Nakata · 55', 93' Tamada · 90' Nakazawa | Shandong Stadium, Jinan Widzów: 32 000 Sędzia: Shamsul Maidin |
|                                 |                                      |                         |                                                       |                                                               |

| 3 sierpnia 2004 21:00 UTC+08:00 | Chiny · Shao Jiayi 18' | 1:1 (k. 4:3)(1:1) | Iran · 38' Alavi | Stadion Robotniczy, Pekin Widzów: 55 000 Sędzia: Talaat Najm |
|                                 |                        |                   |                  |                                                              |

## Mecz o 3. miejsce
| 6 sierpnia 2004 20:00 UTC+08:00 | Iran · Nekunam 9' · Karimi 52' · Daei 80' (k), 90' | 4:2(1:0) | Bahrajn · 48' Jusuf · 57' Farhan | Stadion Robotniczy, Pekin Widzów: 10 000 Sędzia: Fareed Al-Marzouqi |
|                                 |                                                    |          |                                  |                                                                     |

## Finał
| 7 sierpnia 2004 20:00 UTC+08:00 | Chiny · Li Ming 31' | 1:3(1:1) | Japonia · 22' Fukunishi · 65' Nakata · 90+1' Tamada | Stadion Robotniczy, Pekin Widzów: 62 000 Sędzia: Saad Kamil Al-Fadhli |
|                                 |                     |          |                                                     |                                                                       |

## Strzelcy
5 bramek
| - Ala Hubajl | - Ali Karimi |  |  |

4 bramki
- Lee Dong-gook

3 bramki
| - Shao Jiayi - Zheng Zhi | - Ali Daei - Yūji Nakazawa | - Keiji Tamada - Amad Al-Hosni |  |

2 bramki
| - Jassir Al-Kahtani - Husajn Abd Allah - Muhammad Hubajl - Talal Jusuf | - Hao Haidong - Li Ming - Dżawad Nekunam - Takashi Fukunishi | - Shunsuke Nakamura - Kōji Nakata - Ahn Jung-hwan - Begençmuhammet Kuliýew | - Aleksandr Geynrix - Mirjalol Qosimov |

1 bramka
| - Hamad Al-Muntaszari - Du’ajdż Nasir - Salih Farhan - Xu Yunlong - Li Jinyu - Li Yi - Elie Aiboy - Ponaryo Astaman - Budi Sudarsono | - Mohammad Alavi - Reza Enajati - Mohammad Nosrati - Nashat Akram - Hawar Mulla Mohammed - Razzak Farhan - Younis Mahmoud - Qusay Munir - Takayuki Suzuki | - Anas al-Zabun - Chalid Sa’ad - Mahmud Szalbaja - Magid Mohamed - Wesam Rizik - Cha Doo-ri - Seol Ki-hyeon - Kim Nam-il - Baszszar Abd Allah | - Bader al-Mutawa - Sutee Suksomkit - Nazar Baýramow - Wladimir Baýramow - Mohamed Rashid Srour - Vladimir Shishelov |

3 bramki samobójcze
| - Park Jin-sub | - Rangsan Vivatchaichok | - Baszir Sajed |  |